# Michal Tryml
Michal Tryml (* 14. května 1946) je český archeolog a historik specializující se na středověkou archeologii. Pracuje v Odboru archeologie NPÚ Praha.
V letech 1964–1972 vystudoval středověkou archeologii – archivnictví na Filozofické fakultě Univerzity Karlovy v Praze. Diplomní práce „Příspěvek ke středověkému osídlení Žatecka“. Od 1973 pracuje jako archeolog v instituci, která se dnes nazývá Národní památkový ústav v Praze. Jeho specializací je: realizace záchranných archeologických výzkumů na území Pražské památkové rezervace, archeologie středověkého města, pražská románská architektura a archeologická památková péče. Od roku 2004 je členem redakční rady časopisu Zprávy památkové péče. 
Je aktivní v komunální politice, působil jako zastupitel městské části Praha 6. Hlásí se k monarchismu, je příznivcem Koruny České (monarchistické strany Čech, Moravy a Slezska). V komunálních volbách kandidoval jako nestraník v roce 2010 za TOP 09, v roce 2014 za Korunu Českou a v roce 2018 jako nestraník navržený Korunou Českou za Evropskou koalici pro Prahu do Zastupitelstva hlavního města Prahy a za volební sdružení Občané za odstranění pomníku maršála Koněva do Zastupitelstva městské části Praha 6.